# TAEV
TAEV bezeichnet die Technischen Anschlussbedingungen für den Anschluss an öffentliche Versorgungsnetze mit Betriebsspannungen bis 1000 Volt. Die bundeseinheitliche Fassung der TAEV wird seit 1956 von Oesterreichs Energie, der Interessenvertretung der österreichischen E-Wirtschaft herausgegeben.

## Geschichte
Am 27. August 1956 wurde zwischen der Bundesinnung der Elektrotechniker und Radiomechaniker (heute Bundesinnung der Elektro- und Alarmanlagentechnik sowie Kommunikationselektronik) und dem Verband der Elektrizitätswerke Österreichs (heute: Oesterreichs Energie) eine Vereinbarung geschlossen, auf deren Grundlage seither die „Technischen Anschlussbedingungen mit Erläuterungen der einschlägigen Vorschriften für elektrische Starkstromanlagen mit Betriebsspannungen bis 1000 V (bundeseinheitliche Fassung)“ im Einvernehmen mit der Bundesinnung der Elektro-, Audio-, Video- und Alarmanlagentechniker von Oesterreichs Energie herausgegeben werden. Unter der Kurzbezeichnung TAEV ist diese Ringmappe seit vielen Jahren zum festen Bestandteil der Arbeitsunterlagen der Elektroinstallateure und Elektroplaner geworden. Die genannte Vereinbarung sieht vor, dass auch allenfalls notwendige Änderungen und Ergänzungen einvernehmlich veröffentlicht werden sollen.
Im Jahre 1956 war Österreich noch voll in der Phase des Wiederaufbaus nach dem Zweiten Weltkrieg. Das elektrotechnische Vorschriftenwesen stand am Beginn einer Neuorganisation. Die elektrischen Anlagen befanden sich vielfach in einem schlechten Zustand und die Elektrizitätsversorgungsunternehmen fühlten sich damals in gewisser Weise für deren Kontrolle verantwortlich, eine Aufgabe, die bereits mit dem Elektrotechnikgesetz 1965 den zuständigen Landeshauptleuten übertragen wurde.
Seither sind auf vielen Gebieten, vor allem als Folge des Elektrotechnikgesetzes und der nationalen und internationalen Entwicklung der elektrotechnischen Vorschriften, Bestimmungen und Normen, wesentliche Verbesserungen und Neuregelungen in Kraft getreten. Andererseits kommt heute entsprechend der technischen Entwicklung z. B. dem Problem der elektromagnetischen Verträglichkeit (EMV) und dabei im Besonderen den Netzrückwirkungen steigende Bedeutung zu. Die Einhaltung der darauf bezugnehmenden Festlegungen der TAEV ist z. B. für den ungestörten Betrieb elektronischer Geräte am Netz unerlässlich.

## Funktion
Die TAEV haben seit ihrem Bestehen mehrere wichtige Funktionen erworben:
(1) In den TAEV sind insbesondere jene technischen Bedingungen zusammengefasst, die weder durch ÖVE/ÖNORM-Bestimmungen noch durch die von den Landesbehörden elektrizitätsrechtlich genehmigten Allgemeinen Bedingungen für den Zugang zum Verteilernetz (sind beim Netzbetreiber auf Anforderung kostenlos erhältlich) im Detail geregelt sind. Darunter fallen vor allem:
- Festlegungen über die technische Gestaltung des Anschluss- und Zählerbereiches,
- spezielle Festlegungen der Netzbetreiber mit dem Ziel, eine angemessene Einheitlichkeit im plombierbaren Teil der Kundenanlagen zu erreichen und Fehlerwirkungen von einer Kundenanlage auf andere auszuschließen,
- Festlegungen über die Zulässigkeit und die Art des Anschlusses bestimmter Geräte im Sinne der EMV, insbesondere zur Begrenzung von Netzrückwirkungen. Solche Festlegungen sind heute mehr denn je erforderlich, um die gemäß Europanorm EN 50160 geforderte Qualität der öffentlichen Versorgung für alle Kunden zu erreichen bzw. aufrechtzuerhalten. (Weitere Hinweise zu diesem Thema sind in der „Empfehlung zur Beurteilung von Netzrückwirkungen“ enthalten, die gemeinsam vom Verband Schweizerischer Elektrizitätsunternehmen VSE und von Oesterreichs Energie als Broschüre herausgegeben wurde.)

(2) In der österreichischen Rechtsordnung war und ist das Elektrizitätswesen hinsichtlich der Erlassung von Ausführungsgesetzen und in der Vollziehung Landessache. Mit dem Elektrizitätswirtschafts- und -organisationsgesetz (ElWOG), mit dem nun die europäische Liberalisierung im Bereich der Stromversorgung in Österreich umgesetzt wird, ergeben sich jedoch auch in diesem Bereich einige Veränderungen. Mussten bisher für jedes Elektrizitätsunternehmen „Allgemeine Versorgungsbedingungen … (AVB)“ von der jeweils zuständigen Landesbehörde genehmigt werden, so werden diese TAEV für die nunmehrigen „Netzbetreiber“ künftig durch „Allgemeine Bedingungen für den Netzzugang“ ersetzt. Bereits bisher weichen die Detailregelungen der AVB in den einzelnen Bundesländern zum Teil voneinander ab, und auch für die neuen Bedingungen für den Netzzugang sind in einigen Details gewisse Unterschiede zu erwarten. Deshalb konnte es bisher und wird es auch in Zukunft zu bestimmten Fragen keine bundeseinheitlichen Regelungen geben. Z. B. sind hinsichtlich der Eigentumsabgrenzungen zwischen Netzbetreiber und Kunden sowie für sonstige Rechtsfragen ausschließlich die nunmehr aufgrund des ElWOG von den zuständigen Behörden zu genehmigenden „Allgemeinen Bedingungen für den Zugang zum Verteilernetz“ heranzuziehen.
Mit den TAEV wurden hingegen überall dort, wo dies möglich war, einheitliche technische Festlegungen getroffen, welche für Anlagenerrichter und Anlagenbetreiber gleichermaßen von Vorteil sind. Für die meisten Bundesländer gibt es ferner landeseinheitliche oder spezifische Festlegungen der Netzbetreiber zu technischen Details als „Ausführungsbestimmungen zu den TAEV“, bzw. befinden sich diese derzeit in Überarbeitung und sind nach Fertigstellung in der Regel über die jeweilige Homepage abrufbar.
(3) Die gravierenden Änderungen der gesetzlichen Vorgaben („Nullungsverordnung“ und „Elektrotechnikverordnung 2002“) und Angleichungen an den Stand der Technik, wie sie in den neuen Errichtungsbestimmungen der Reihe ÖVE/ÖNORM E 8001 zu berücksichtigen waren, sind in die TAEV 2008 eingeflossen, obwohl die neuesten, nach Erlass der ETV erschienenen Errichtungsbestimmungen zum Zeitpunkt des Redaktionsschlusses noch nicht gesetzlich verbindlich waren. Weil sich die meisten Festlegungen nur im Zusammenhang mit den einschlägigen ÖVE/ÖNORM-Bestimmungen verständlich darstellen lassen, haben die TAEV schon immer auch den Charakter eines Nachschlagewerkes zur schnellen Information des Elektroinstallateurs gehabt. Dies geht bereits aus der seinerzeit mit der Bundesinnung getroffenen Vereinbarung hervor. Dabei können die TAEV die ÖVE/ÖNORM-Bestimmungen weder ersetzen noch wurde dies je beabsichtigt. Auch wegen der mehrfach vorhandenen Verweise auf die entsprechenden Bestimmungen wird vorausgesetzt, dass jeder Anlagenerrichter über die für seine Tätigkeit einschlägigen ÖVE/ÖNORM-Bestimmungen und ÖNORMEN verfügt.
(4) Mit dieser Gestaltung hat sich unter anderem auch die Eignung der TAEV als anerkanntes Lehrbuch für die berufsbildenden Schulen im Laufe der Zeit von selbst ergeben. Mit Hinblick auf die spätere praktische Tätigkeit der Auszubildenden ist diese Entwicklung zu begrüßen und erklärt den hohen Verbreitungsgrad und die steigende Nachfrage. Entsprechend den generellen Forderungen der Schulbehörde wurde in den TAEV 2008 die neue deutsche Rechtschreibung berücksichtigt. Es wird um Verständnis ersucht, dass deshalb auch bisher gebräuchliche technische Begriffe eine neue Schreibweise erhalten haben.